# Stenomesson chloranthum
Stenomesson chloranthum là một loài thực vật có hoa trong họ Amaryllidaceae. Loài này được Meerow & van der Werff mô tả khoa học đầu tiên năm 2004.